# Gasparo Angiolini
Gasparo Angiolini, eigentlich Domenico Maria Angiolo Gasparini (* 9. Februar 1731 in Florenz; † 6. Februar 1803 in Mailand) war Tänzer, Choreograf und Theoretiker.
Angiolini gehört mit Jean Georges Noverre zu den bedeutendsten Tänzern und Choreografen des 18. Jahrhunderts. Als Tänzer dürfte er Noverre möglicherweise überragt haben. Für die Nachwelt ist er insbesondere aufgrund seiner theoretischen Schriften sowie der zahlreichen von ihm verfassten Ballettszenarien von Bedeutung. Als Theoretiker geriet er im Vergleich zu Noverre, der zahlreiche Schriften hinterließ, allerdings eher in Vergessenheit; erst in jüngerer Zeit wird Angiolini in dieser Hinsicht wieder gewürdigt.
Zu seinen bekanntesten Werken gehört das Ballett Don Juan, das 1761 in Wien uraufgeführt wurde und zu dem Christoph Willibald Gluck die Musik komponierte. Inzwischen wird es gelegentlich wieder aufgeführt. Für die Werke von Angiolini gilt dasselbe wie für die Ballettkompositionen in der zweiten Hälfte des 18. Jahrhunderts ganz allgemein: Zu keinem Ballett dieser Zeit existiert eine genaue Aufzeichnung der Schrittfolge. Eine Rekonstruktion, wie sie etwa für die in Beauchamp-Feuillet-Notation überlieferten Tänze des frühen 18. Jahrhunderts möglich ist, ist ausgeschlossen. Eine Neueinstudierung dieser Ballette beschränkt sich damit, abgesehen von einigen genau beschriebenen Szenarien, auf allgemeine Kenntnisse über Schrittmaterial, Kostüme und auf die Verwendung der originalen Musik.

## Werke (Auswahl)
- Don Juan, ou Le Festin de Pierre, Ballet mit Musik von Christoph Willibald Gluck, UA 17. Oktober 1761 Burgtheater Wien
- La rencontre imprévue ou Les pélerins de la Mecque, Ballett mit Musik von Christoph Willibald Gluck, UA 7. Januar 1764 Burgtheater Wien
- Sémiramis, Ballett mit eigener Musik
- Le départ d’Enée, ou Didon abandonnée, Ballett mit eigener Musik zu dem Libretto von Pietro Metastasio, UA September 1766 Sankt Petersburg